# 武汉大学艺术学系
武汉大学艺术学院是武汉大学人文科学学部的一个独立建制的学院，位于主校区，创建于2003年。
武汉大学艺术学院的前身为成立于2003年8月的武汉大学艺术学系（学校独立建制的直属系之一）。
```
   学院设置戏剧影视系、表演系和戏剧影视研究所、古琴文化研究所等研究机构。拥有一个博士点：戏剧影视文学博士点；两个硕士点：戏剧与影视学硕士点（包括戏剧戏曲学、电影学、表演学等特色方向）和艺术硕士（MFA）专业学位授权点（包括表演、戏剧编导、电影编导等特色方向）；两个本科专业：戏剧影视文学专业和表演专业。
[
2
]
```

## 本科
艺术学系有两个专业：戏剧影视文学和表演。其中表演专业在北京、武汉两地设有专业考试考点，以专业考试成绩作为主要衡量标准。

## 研究生

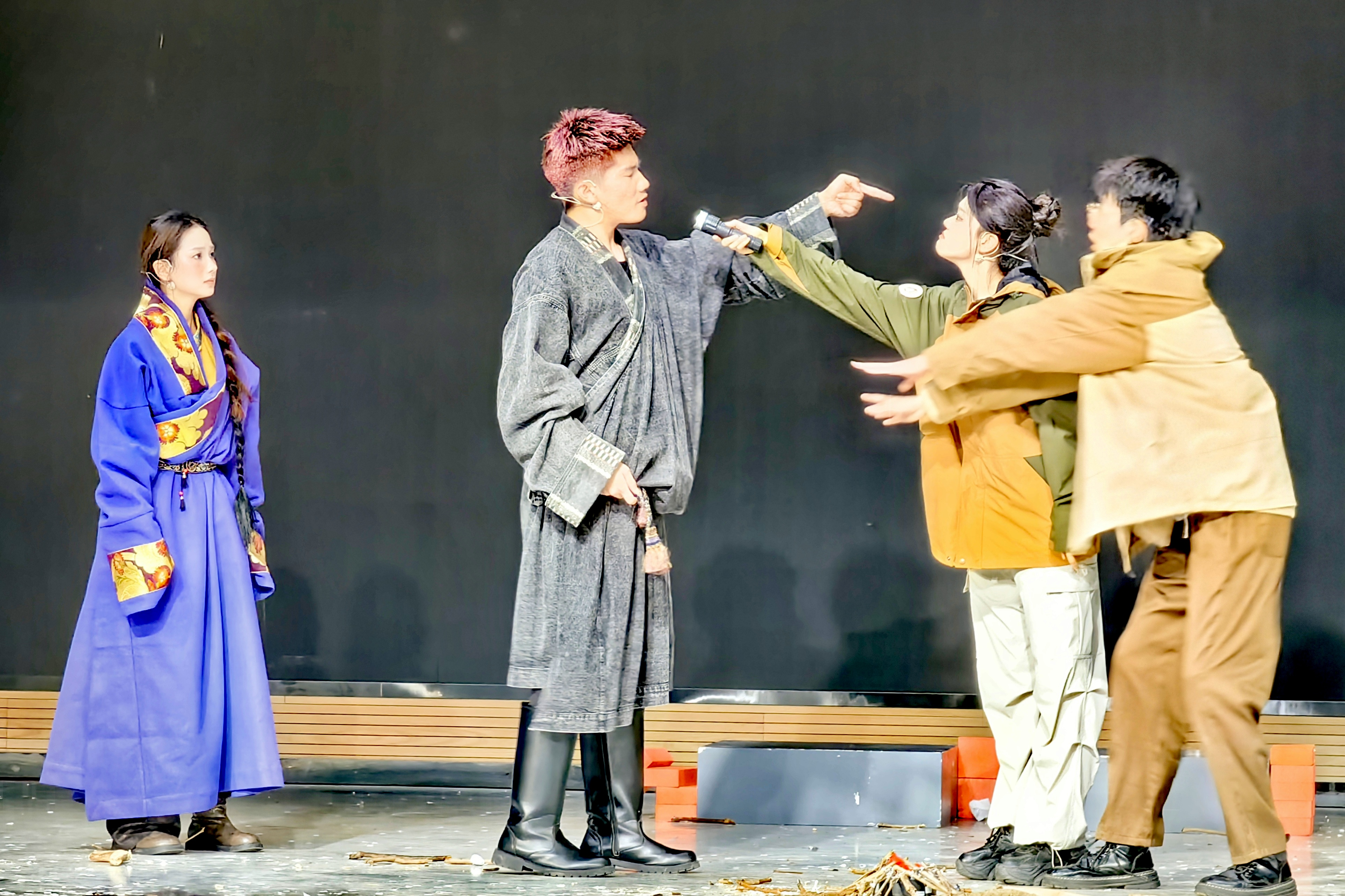
武汉大学艺术学院研究生毕业大戏 《日照金山》

艺术学系戏剧影视文学博士点，以及四个硕士点，专业方向包括戏剧戏曲学、艺术学、电影学、艺术；有一级学科硕士学位授权点，专业方向为艺术学。